# Gavin Leatherwood
Gavin Thomas Leatherwood (Maui, 7 giugno 1994) è un attore statunitense, noto per il ruolo di Nicholas Scratch nella serie televisiva Le terrificanti avventure di Sabrina.

## Biografia
Gavin Leatherwood è nato a Maui (Hawaii), figlio di Tom Leatherwood e Jill Rigby Baltzer. Ha una sorella, Chloe Kiana Leatherwood. Cresciuto in California, dall'età di 18 anni vive in Oregon. Oltre alla recitazione, suona la chitarra, l'ukulele e il pianoforte.

## Filmografia

### Cinema
- It's What's Inside, regia di Greg Jardin (2024)

### Televisione
- NCIS - serie TV, 1 episodio (2017)
- Time being - serie TV, 1 episodio (2018)
- Grown-ish - serie TV, 1 episodio (2018)
- My Dead Ex - serie TV, 2 episodi (2018)
- Wicked Enigma - serie TV, 3 episodi (2018-2020)
- Le terrificanti avventure di Sabrina - serie TV, 36 episodi (2018-2020)

## Doppiatori italiani
Nelle versioni in italiano delle opere in cui ha recitato, Gavin Leatherwood è stato doppiato da:
- Federico Viola in NCIS - Unità anticrimine
- Sacha Pilara ne La terrificanti avventure di Sabrina
- Federico Campaiola in It's What's Inside